# شغل عفاريت (رسوم متحركة)
شغل عفاريت هو مسلسل رسوم متحركة مصري كوميدي عرض في رمضان 1433هـ/2012م.

## قصة المسلسل
تدور أحداث المسلسل حول أسرة صغيرة تنتقل للعيش في منزلهم الجديد، الذين قاموا بشرائه بأقل من السعر الذي يستحقه بدون أن يعرفوا السبب، إلا أن الأحداث تكشف السبب وراء ذلك حيث يتضح لهم أن المنزل الجديد يسكنه مجموعة من العفاريت. يظهر لبطل المسلسل أحد أعضاء مجموعة العفاريت التي تسكن المنزل لتساعده في عمله على الاختراعات التي يعمل عليها، وتتطور الأحداث حتى تحتاج هي إلى مساعدته.

## بطولة
- حمادة هلال : في دور (حمادة)
- منة شلبي : في دور (منة)
- لطفي لبيب : في دور (لطفي) والد حمادة
- أنعام سالوسة : في دور (والدة منة)
- يوسف داود : في دور (والد منة)